# Acalypha grueningiana
Acalypha grueningiana é uma espécie de flor do gênero Acalypha, pertencente à família Euphorbiaceae.